# گریکو
گریکو (انگلیسی: Greco) شرکت تجهیزات موسیقی ژاپنی است، که در سال ۱۹۶۰ تأسیس شد.